# 9. juni
9. juni er dag 160 i året i den gregorianske kalender (dag 161 i skudår). Der er 205 dage tilbage af året.
- Primus' dag. Primus blev sammen med sin bror Felicianus martyr under kejser Diocletians kristenforfølgelser.
- Ålands selvstyredag.

### Begivenheder
Født - Dødsfald
- 68 - Den romerske kejser Nero begår selvmord, efter at han er blevet afsat af senatet.
- 1815 - Wienerkongressen afsluttes med overenskomster, som regulerer de politiske forhold i Europa for de næste 100 år.
- 1897 - Japan protesterer over, at USA overtager Hawaii.
- 1898 - Kina udlejer Hong Kong til England for 99 år.
- 1913 - Zeppelinerluftskibet viser sig at være dobbelt så hurtigt som toget.
- 1923 - Bulgariens militær overtager magten i landet ved et militærkup.
- 1934 - Anders And ser dagens lys i tegnefilmen The Wise Little Hen.
- 1942 - Københavns Byret idømmer seks personer fængselsstraffe for ”kommunistisk aktivitet” efter Kommunistloven af 22. august 1941.
- 1944 - En sovjetisk offensiv mod den finske front indledes.
- 1948 - Dansk Tipstjeneste oprettes.
- 1958 - Gatwick Airport åbnes.
- 1959 - Den første amerikanske ubåd, som kan medføre missiler, søsættes.
- 1961 - FN opfordrer Portugal til at indstille bekæmpelse af modstandsbevægelsen i Angola.
- 1962 - Som den første svømmer amerikaneren Fred Baltasare over det 14 km brede og strømfyldte Messinastræde. Tiden bliver 3 timer 42 min.
- 1967 - Komponisten Thomas Koppel får Carl Nielsen prisen.
- 1967 - Poeten Poul Sørensen får Aarestrup medaljen.
- 1983 - Margaret Thatcher og de konservative genvælges med en overbevisende valgsejr.
- 1987 - Pyromanen bag branden på Hotel Hafnia i København, hvor 35 mennesker omkom, tilstår også at have begået et mord på Fanø, som en anden var sigtet for.
- 1988 - I København stiftes foreningen mod fremmedhad - SOS Racisme.
- 1990 - Ruslands parlament indfører pressefrihed og ophæver statens monopol på radio og tv.
- 1991 - 207 omkommer, da vulkanen Pinatubo i Filippinerne går i et voldsomt udbrud efter at have hvilet i over 600 år.
- 1992 - På FN’s miljøtopmøde i Rio de Janeiro i Brasilien underskriver de 178 deltagende lande en klimakonvention, der fastfryser udslippet af drivhusgasser på 1990-niveau senest i år 2000.
- 1995 - En ét døgn lang gidselaffære i Sverige slutter, da to gidseltagere overgiver sig til politiet og en tredje bliver skudt og såret i byen Hallsberg. Siden eftermiddagen dagen før havde gidseltagerne skudt vildt omkring sig og såret flere samt taget gidsler undervejs. Til sidst havde de forskanset sig i et hus Halland med fire ældre gidsler.
- 1995 - Den tidligere svenske statsminister Carl Bildt udnævnes til fredsmægler i Bosnien.
- 1997 - Shu-bi-dua modtager Livsglædens Pris fra Simon Spies Fonden.
- 1998 - Forhenværende finansminister Henning Dyremose udnævnes til administrerende direktør for Tele Danmark.
- 2000 - 42.000 cyklister krydser Øresundsbroen som led i et Røde Kors arrangement.
- 2006 - VM i fodbold indledes på Allianz Arena i München med en målrig kamp mellem Tyskland og Costa Rica. Tyskerne vinder 4-2.

### Født
- 1595 - Vladislav 4., polsk konge (død 1648).
- 1640 - Leopold 1., tysk-romersk kejser (død 1705).
- 1661 - Feodor 3., russisk zar (død 1682).
- 1672 - Peter den Store, russisk zar (død 1725).
- 1781 - George Stephenson, engelsk jernbanepioner (død 1848).
- 1810 - Otto Nicolai, tysk komponist (død 1849).
- 1812 - Johann Gottfried Galle, tysk astronom (død 1910).
- 1843 - Bertha von Suttner, østrigsk underviser, pacifist, kvindesagsforkæmper og forfatter (død 1914).
- 1849 - Michael Ancher, dansk maler (død 1927).
- 1865 - Carl Nielsen, dansk komponist (død 1931).
- 1875 - Henry Dale, engelsk fysiolog og modtager af Nobelprisen i fysiologi eller medicin (død 1968).
- 1893 - Cole Porter, amerikansk komponist (død 1964).
- 1903 - Kresten Damsgaard, dansk politiker (død 1992).
- 1904 - Mogens Fog, dansk rektor, modstandsmand, politiker og minister (død 1990).
- 1908 - Pouel Kern, dansk skuespiller (død 1993).
- 1914 - Kirsten Hüttemeier, dansk kogebogsforfatter (død 2003).
- 1915 - Les Paul, amerikansk guitarist (død 2009).
- 1916 - Robert McNamara, tidligere amerikansk forsvarsminister (død 2009).
- 1916   - Jurij Brězan, sorbisk forfatter (død 2006).
- 1916   - Sven Damsholt, dansk forfatter (død 2016).
- 1925 - Holger Perfort, dansk skuespiller og instruktør (død 2023).
- 1934 - Jackie Wilson, amerikansk sanger (død 1984).
- 1935 - Carl Nielsen, dansk parodist og skuespiller.
- 1942 - Anne Skovgaard-Petersen, dansk husholdningslærer og madskribent.
- 1944 - Frans Rasmussen, dansk dirigent og docent (død 2020).
- 1945 - Luis Ocaña, spansk cykelrytter (død 1994).
- 1946 - Inger Hovman, dansk skuespiller (død 2017).
- 1947 - Kjeld Krogh, dansk boksetræner.
- 1953 - Kirsten Norholt, dansk skuespillerinde.
- 1956 - Patricia Cornwell, amerikansk forfatter.
- 1960 - Eva Dahlgren, svensk sangerinde og sangskriver.
- 1961 - Michael J. Fox, amerikansk skuespiller.
- 1963 - Johnny Depp, amerikansk skuespiller.
- 1971 - Gilles De Bilde,  tidligere belgisk fodboldspiller.
- 1975 - Kasper Nielsen, dansk håndboldspiller.
- 1978 - Matthew Bellamy, forsanger, guitarist og pianist i det britiske band Muse
- 1978 - Miroslav Klose, polsk-tysk fodboldspiller.
- 1981 - Natalie Portman, israelsk-amerikansk skuespiller.
- 1981 - Kasper Søndergaard Sarup, dansk håndboldspiller.
- 1985 - Jon Gade Nørgaard, dansk popsanger.

### Dødsfald
- 68 - Nero, romersk kejser (født 37). - selvmord.
- 1870 - Charles Dickens, engelsk forfatter (født 1812).
- 1876 - Frederik Theodor Kloss, dansk maler (født 1802).
- 1879 - Eduard Osenbrüggen, tysk retslærd (født 1809).
- 1957 - Aksel Jørgensen, dansk maler (født 1883).
- 1964 - Max Beaverbrook, engelsk pressebaron (født 1879).
- 1974 - Miguel Ángel Asturias, guatemalansk forfatter og modtager Nobelprisen i litteratur (født 1899).
- 1986 - Karl Skytte, dansk politiker og formand for Folketinget (født 1908).
- 2009 - Jens Peter Fisker, dansk politiker og amtsborgmester (født 1930).
- 2012 - Régis Clère, fransk cykelrytter (født 1956).
- 2012 - Audrey Arno, tysk skuespillerinde og sangerinde (født 1942).
- 2013 - Walter Jens, tysk forfatter (født 1923).
- 2022 - Matt Zimmerman, canadisk skuespiller (født 1934).

|  | Denne datoartikel kan blive bedre, hvis der indsættes et (bedre) billede Du kan hjælpe ved at afsøge Wikimedia Commons for et passende billede eller uploade et godt billede til Wikimedia Commons iht. de tilladte licenser og indsætte det i artiklen. |